# Ізотопи алюмінію
Алюміній (13Al) має 23 відомі ізотопи від 21Al до 43Al і 4 відомі ізомери. Тільки 27Al (стабільний ізотоп) і 26 Al ( радіоактивний ізотоп, t1/2 = 7.2 ) зустрічаються в природі, однак 27 Al містить майже весь природний алюміній. За винятком 26 Al, усі радіоізотопи мають період напіврозпаду менше 7 хвилин, більшість — менше секунди. Стандартна атомна вага становить 26.9815385(7)  а.о.м. 26Al утворюється з аргону в атмосфері шляхом сколювання, викликаного протонами космічного випромінювання. Ізотопи алюмінію знайшли практичне застосування в датуванні морських відкладень, марганцевих конкрецій, льодовикового льоду, кварцу в гірських породах і метеоритів.

## Список ізотопів
| Символ ізотопу | Z(p)            | N(n)            | Маса ізотопу (u) | Період напіврозпаду       | Типи розпаду    | Дочірні ізотопи | Спін і парність ядра | Поширеність ізотопу в природі (мольна частка) |
| -------------- | --------------- | --------------- | ---------------- | ------------------------- | --------------- | --------------- | -------------------- | --------------------------------------------- |
| 21Al           | 13              | 8               | 21,0278(13)      | >1,1 зс                   | p               | 20Mg            | (5/2+)               |                                               |
| 22Al           | 13              | 9               | 22,01942310(32)  | 91,1(5) мс                | β+, p (55%)     | 21Na            | (4)+                 |                                               |
| 22Al           | 13              | 9               | 22,01942310(32)  | 91,1(5) мс                | β+ (44%)        | 22Mg            | (4)+                 |                                               |
| 22Al           | 13              | 9               | 22,01942310(32)  | 91,1(5) мс                | β+, 2p (1.10%)  | 20Ne            | (4)+                 |                                               |
| 22Al           | 13              | 9               | 22,01942310(32)  | 91,1(5) мс                | β+, α (0.038%)  | 18Ne            | (4)+                 |                                               |
| 23Al           | 13              | 10              | 23,00724435(37)  | 446(6) мс                 | β+ (98.78%)     | 23Mg            | 5/2+                 |                                               |
| 23Al           | 13              | 10              | 23,00724435(37)  | 446(6) мс                 | β+, p (1.22%)   | 22Na            | 5/2+                 |                                               |
| 24Al           | 13              | 11              | 23,99994760(24)  | 2,053(4) с                | β+ (99.96%)     | 24Mg            | 4+                   |                                               |
| 24Al           | 13              | 11              | 23,99994760(24)  | 2,053(4) с                | β+, α (0.035%)  | 20Ne            | 4+                   |                                               |
| 24Al           | 13              | 11              | 23,99994760(24)  | 2,053(4) с                | β+, p (0.0016%) | 23Na            | 4+                   |                                               |
| 24mAl          | 425.8(1) кеВ    | 425.8(1) кеВ    | 425.8(1) кеВ     | 130(3) мс                 | ІП (82.5%)      | 24Al            | 1+                   |                                               |
| 24mAl          | 425.8(1) кеВ    | 425.8(1) кеВ    | 425.8(1) кеВ     | 130(3) мс                 | β+ (17.5%)      | 24Mg            | 1+                   |                                               |
| 24mAl          | 425.8(1) кеВ    | 425.8(1) кеВ    | 425.8(1) кеВ     | 130(3) мс                 | β+, α (0.028%)  | 20Ne            | 1+                   |                                               |
| 25Al           | 13              | 12              | 24,990428308(69) | 7,1666(23) с              | β+              | 25Mg            | 5/2+                 |                                               |
| 26Al           | 13              | 13              | 25,986891876(71) | 7,17(24)×105 р            | β+ (85%)        | 26Mg            | 5+                   | Сліди                                         |
| 26Al           | 13              | 13              | 25,986891876(71) | 7,17(24)×105 р            | ЕЗ (15%)        | 26Mg            | 5+                   | Сліди                                         |
| 26mAl          | 228.306(13) кеВ | 228.306(13) кеВ | 228.306(13) кеВ  | 6,3460(5) с               | β+              | 26Mg            | 0+                   |                                               |
| 27Al           | 13              | 14              | 26,981538408(50) | Стабільний                | Стабільний      | Стабільний      | 5/2+                 | 1,0000                                        |
| 28Al           | 13              | 15              | 27,981910009(52) | 2,245(5) хв               | β−              | 28Si            | 3+                   |                                               |
| 29Al           | 13              | 16              | 28,98045316(37)  | 6,56(6) хв                | β−              | 29Si            | 5/2+                 |                                               |
| 30Al           | 13              | 17              | 29,9829692(21)   | 3,62(6) с                 | β−              | 30Si            | 3+                   |                                               |
| 31Al           | 13              | 18              | 30,9839498(24)   | 644(25) мс                | β− (>98.4%)     | 31Si            | 5/2+                 |                                               |
| 31Al           | 13              | 18              | 30,9839498(24)   | 644(25) мс                | β−, n (<1.6%)   | 30Si            | 5/2+                 |                                               |
| 32Al           | 13              | 19              | 31,9880843(77)   | 32,6(5) мс                | β− (99.3%)      | 32Si            | 1+                   |                                               |
| 32Al           | 13              | 19              | 31,9880843(77)   | 32,6(5) мс                | β−, n (0.7%)    | 21Si            | 1+                   |                                               |
| 32mAl          | 956.6(5) кеВ    | 956.6(5) кеВ    | 956.6(5) кеВ     | 200(20) нс                | ІП              | 32Al            | (4+)                 |                                               |
| 33Al           | 13              | 20              | 32,9908777(75)   | 41,46(9) мс               | β− (91.5%)      | 33Si            | 5/2+                 |                                               |
| 33Al           | 13              | 20              | 32,9908777(75)   | 41,46(9) мс               | β−, n (8.5%)    | 32Si            | 5/2+                 |                                               |
| 34Al           | 13              | 21              | 33,9967819(23)   | 53,73(13) мс              | β− (74%)        | 34Si            | 4−                   |                                               |
| 34Al           | 13              | 21              | 33,9967819(23)   | 53,73(13) мс              | β−, n (26%)     | 33Si            | 4−                   |                                               |
| 34mAl          | 46.4(17) кеВ    | 46.4(17) кеВ    | 46.4(17) кеВ     | 22,1(2) мс                | β− (89%)        | 34Si            | 1+                   |                                               |
| 34mAl          | 46.4(17) кеВ    | 46.4(17) кеВ    | 46.4(17) кеВ     | 22,1(2) мс                | β−, n (11%)     | 33Si            | 1+                   |                                               |
| 35Al           | 13              | 22              | 34,9997598(79)   | 38,16(21) мс              | β− (64.2%)      | 35Si            | (5/2+,3/2+)          |                                               |
| 35Al           | 13              | 22              | 34,9997598(79)   | 38,16(21) мс              | β−, n (35.8%)   | 34Si            | (5/2+,3/2+)          |                                               |
| 36Al           | 13              | 23              | 36,00639(16)     | 90(40) мс                 | β− (>69%)       | 36Si            |                      |                                               |
| 36Al           | 13              | 23              | 36,00639(16)     | 90(40) мс                 | β−, n (<31%)    | 35Si            |                      |                                               |
| 37Al           | 13              | 24              | 37,01053(19)     | 11,4(3) мс                | β−, n (52%)     | 36Si            | 5/2+#                |                                               |
| 37Al           | 13              | 24              | 37,01053(19)     | 11,4(3) мс                | β− (<47%)       | 37Si            | 5/2+#                |                                               |
| 37Al           | 13              | 24              | 37,01053(19)     | 11,4(3) мс                | β−, 2n (>1%)    | 35Si            | 5/2+#                |                                               |
| 38Al           | 13              | 25              | 38,01768(16)#    | 9,0(7) мс                 | β−, n (84%)     | 37Si            | 0−#                  |                                               |
| 38Al           | 13              | 25              | 38,01768(16)#    | 9,0(7) мс                 | β− (16%)        | 38Si            | 0−#                  |                                               |
| 39Al           | 13              | 26              | 39,02307(32)#    | 7,6(16) мс                | β−, n (97%)     | 38Si            | 5/2+#                |                                               |
| 39Al           | 13              | 26              | 39,02307(32)#    | 7,6(16) мс                | β− (3%)         | 39Si            | 5/2+#                |                                               |
| 40Al           | 13              | 27              | 40,03094(32)#    | 5,7(3 (стат), 2 (сис)) мс | β−, n (64%)     | 39Si            |                      |                                               |
| 40Al           | 13              | 27              | 40,03094(32)#    | 5,7(3 (стат), 2 (сис)) мс | β−, 2n (20%)    | 38Si            |                      |                                               |
| 40Al           | 13              | 27              | 40,03094(32)#    | 5,7(3 (стат), 2 (сис)) мс | β− (16%)        | 40Si            |                      |                                               |
| 41Al           | 13              | 28              | 41,03713(43)#    | 3,5(8 (stat), 4 (sys)) мс | β−, n (86%)     | 40Si            | 5/2+#                |                                               |
| 41Al           | 13              | 28              | 41,03713(43)#    | 3,5(8 (stat), 4 (sys)) мс | β−, 2n (11%)    | 39Si            | 5/2+#                |                                               |
| 41Al           | 13              | 28              | 41,03713(43)#    | 3,5(8 (stat), 4 (sys)) мс | β− (3%)         | 41Si            | 5/2+#                |                                               |
| 42Al           | 13              | 29              | 42,04508(54)#    | 3# мс [>170 нс]           |                 |                 |                      |                                               |
| 43Al           | 13              | 30              | 43,05182(64)#    | 4# мс [>170 нс]           | β−?             | 43Si            | 5/2+#                |                                               |

1. ↑  ( ) — Похибка (1σ) наводиться в стислій формі в круглих дужках після відповідних останніх цифр.
2. ↑    1.  — Атомна маса, позначена #: значення та невизначеність, отримані не з чисто експериментальних даних, а принаймні частково з тенденцій поверхні мас.
3. ↑    1.  — Значення, позначені #, отримані не виключно з експериментальних даних, але принаймні частково з трендів сусідніх нуклідів.
4. ↑  Скорочення:
ЕЗ: електронне захоплення
ІП: ізомерний перехід
5. ↑  Жирним для стабільних ізотопів
6. ↑    1.  — Значення, позначені #, отримані не виключно з експериментальних даних, але принаймні частково з трендів сусідніх нуклідів.
7. ↑  Спіни зі слабким оцінковим обґрунтуванням взяті в дужки.
8. ↑  космогенний

## Алюміній-26

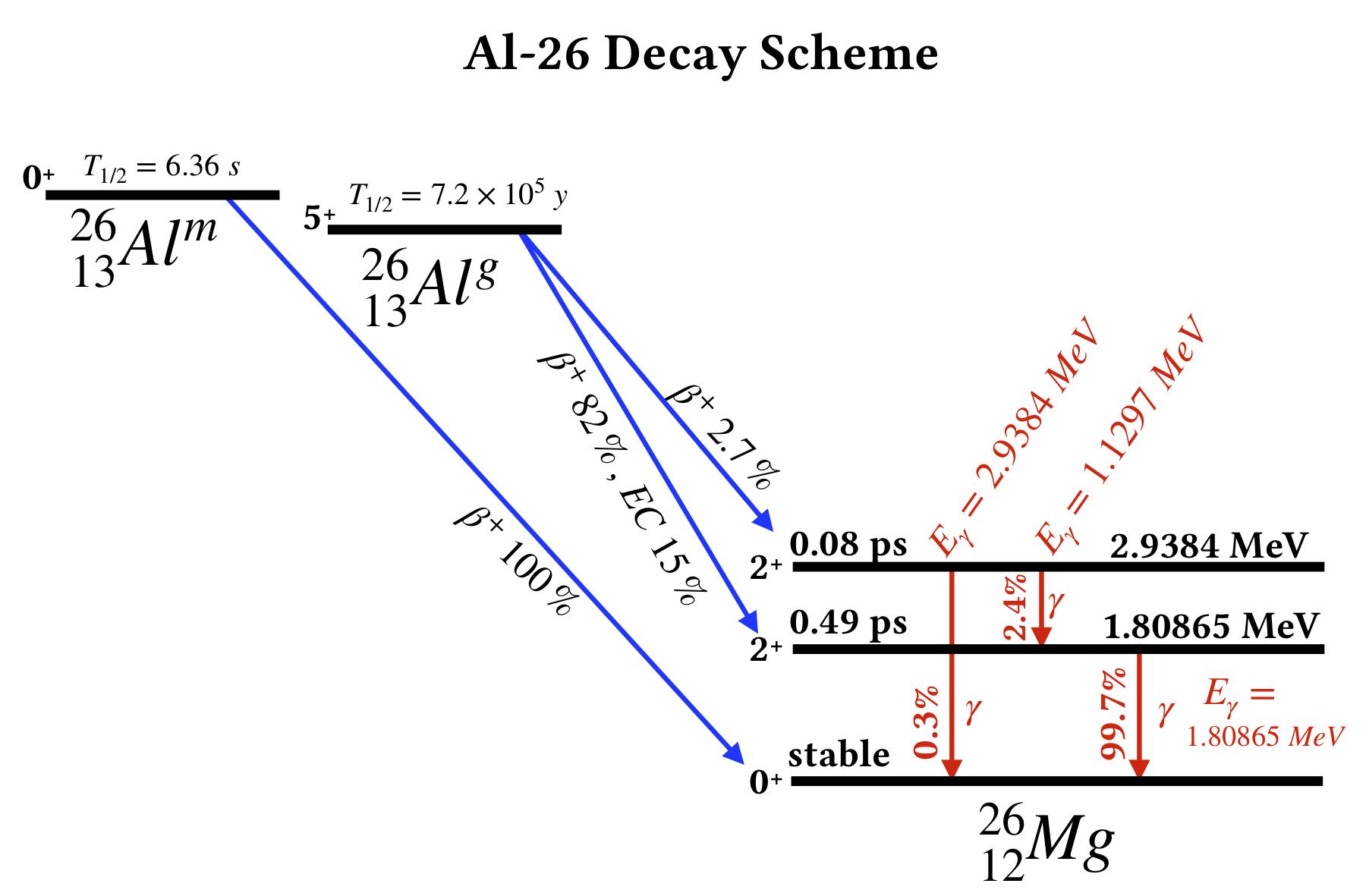
Схема рівня розпаду для ^{26}Al і ^{26m}Al до ^{26}Mg.

Космогенний алюміній-26 вперше був описаний у дослідженнях Місяця та метеоритів. Фрагменти метеорита, відлетівши від своїх батьківських тіл, піддаються інтенсивному бомбардуванню космічними променями під час подорожі в космосі, що спричиняє значне утворення 26Al. Після падіння на Землю атмосферне екранування захищає фрагменти метеорита від подальшого утворення 26Al, і його розпад можна використовувати для визначення земного віку метеорита. Дослідження метеоритів також показали, що 26Al був у великій кількості під час формування нашої планетарної системи. Більшість метеоритів вважають, що енергія, що виділяється в результаті розпаду 26Al, відповідальна за плавлення та диференціацію деяких астероїдів після їх утворення 4,55 мільярда років тому.
Співвідношення 26Al до 10Be було використано для вивчення льодовиків, ролі переносу відкладень, відкладення та зберігання, а також часу захоронення та ерозії в часових масштабах від 105 до 106 років.